# Italië op het Eurovisiesongfestival 2020
Italië zou deelnemen aan het Eurovisiesongfestival 2020 in Rotterdam, Nederland. Het zou de 46ste deelname van het land aan het Eurovisiesongfestival geweest zijn. De RAI was verantwoordelijk voor de Italiaanse bijdrage voor de editie van 2020.

## Selectieprocedure
Italië gaf net als de voorgaande jaren de winnaar van het Festival van San Remo de mogelijkheid om naar het Eurovisiesongfestival te gaan. Anders dan voorgaande jaren moesten alle twintig kandidaten uiterlijk op de eerste avond van het festival laten weten of zij naar het Eurovisiesongfestival wilden door een verklaring te ondertekenen. Had de uiteindelijke winnaar die verklaring ondertekend dan werd deze automatisch de Italiaanse kandidaat voor het Eurovisiesongfestival. Was dit niet aan de orde dan koos de omroep zelf een kandidaat. Het festival vond plaats van 4 tot en met 8 februari 2020. 
Alle finalisten kwamen elke avond aan bod. Elke avond werd er gestemd, door verschillende jury’s, en alle uitslagen telden mee voor de uiteindelijke bepaling van de top drie tijdens de finale op 8 februari. Pas op de finaledag kon ook het grote publiek via televoting zijn stem laten horen. Op dag 1 presenteerden de eerste tien artiesten hun lied. Op dag 2 deed de andere helft dat. De derde dag stond in het teken van de historie van het festival waarbij de twintig kandidaten een nummer uit de geschiedenis van het festival moesten vertolken, samen met een gastartiest. Op dag 4 vertolkten alle deelnemers wederom hun eigen lied. Op de finaledag werd dat nog eens herhaald. De top drie plaatste zich voor de superfinale.
De superfinale werd uiteindelijk gewonnen door zanger Diodato met zijn lied Fai rumore. Zanger Francesco Gabbani werd tweede. Hij won het Festival van San Remo in 2017.

## Festival van San Remo 2020

### Superfinale
| Plaats | Artiest                   | Lied        | Expertenjury (33%) | Persjury (33%) | Publiek (34%) | Totaal |
| ------ | ------------------------- | ----------- | ------------------ | -------------- | ------------- | ------ |
| 1      | Diodato                   | Fai rumore  | 36,33%             | 57,97%         | 23,93%        | 39,32% |
| 2      | Francesco Gabbani         | Viceversa   | 38,67%             | 24,16%         | 38,85%        | 33,94% |
| 3      | Pinguini Tattici Nucleari | Ringo Starr | 25,00%             | 17,87%         | 37,21%        | 26,80% |

## In Rotterdam
Als lid van de vijf grote Eurovisielanden zou Italië automatisch deelnemen aan de grote finale, op zaterdag 16 mei 2020. Het Eurovisiesongfestival 2020 werd evenwel geannuleerd vanwege de COVID-19-pandemie.
1956 · 1957 · 1958 · 1959 · 1960 · 1961 · 1962 · 1963 · 1964 · 1965 · 1966 · 1967 · 1968 · 1969 · 1970 · 1971 · 1972 · 1973 · 1974 · 1975 · 1976 · 1977 · 1978 · 1979 · 1980 · 1981-1982 · 1983 · 1984 · 1985 · 1986 · 1987 · 1988 · 1989 · 1990 · 1991 · 1992 · 1993 · 1994-1996 · 1997 · 1998-2010 · 2011 · 2012 · 2013 · 2014 · 2015 · 2016 · 2017 · 2018 · 2019 · 2020 · 2021 · 2022 · 2023 · 2024 · 2025
Albanië · Armenië · Australië · Azerbeidzjan · België · Bulgarije · Cyprus · Denemarken · Duitsland · Estland · Finland · Frankrijk · Georgië · Griekenland · Ierland · IJsland · Israël · Italië · Kroatië · Letland · Litouwen · Malta · Moldavië · Nederland · Noord-Macedonië · Noorwegen · Oekraïne · Oostenrijk · Polen · Portugal · Roemenië · Rusland · San Marino · Servië · Slovenië · Spanje · Tsjechië · Verenigd Koninkrijk · Wit-Rusland · Zweden · Zwitserland